# Portret van Boudewijn van Lannoy
Portret van Boudewijn van Lannoy is een portret in olieverf op paneel, geschilderd door Jan van Eyck in 1435. De afgebeelde persoon is Boudewijn I van Lannoy (1388-1474), heer van Molenbaix.
Boudewijn van Lannoy was raadgever en kamerheer van Filips de Goede en was onder meer ambassadeur van aan het hof van Hendrik V van Engeland. Hij gaf opdracht voor dit portret aan Jan van Eyck nadat hij was opgenomen als ridder in de Orde van het Gulden Vlies bij de stichting van de orde in 1430. Het portret wordt momenteel bewaard in de Gemäldegalerie in Berlijn.
De zitter werd afgebeeld in een violet-purperen overkleed in brokaat, gedragen over een witte tuniek. Hij draagt de keten van de Orde van het Gulden Vlies. Zijn donkere kleding is geborduurd met gouden motieven die lijken op eikenbladeren of varens en afgezet aan de halsuitsnijding en de polsen met roodbruine pels. Hij houdt een witte houten stok in beide handen, het symbool van zijn functie aan het hertogelijk hof. Aan de pink van de rechterhand draagt hij een gouden ring. Boudewijn is getooid met een zwart hoofddeksel dat erg goed lijkt op dat van Giovanni Arnolfini op het Portret van Giovanni Arnolfini en zijn vrouw, geschilderd in dezelfde periode.
Na het overlijden van zijn laatste nakomeling in rechte lijn kwam het portret misschien in het bezit van Horatius de Lannoy, prins van Solmona en Otonammare in de Abruzzen, de achterkleinzoon van Hugo, de broer van Boudewijn. Evenwel blijft dit een thesis zonder bewijs. Het is wel zeker dat het schilderij in de zeventiende eeuw in Italië was, in het bezit van een Spaanssprekende familie die het, volgens een nota op de achterzijde, toeschreven aan Manteña. Het kwam later in het bezit van de markiezin Coccapane van Modena via de Genuese familie Imperiale. In 1900 werd het aangekocht door de Gemäldegalerie.
Het portret wordt in voorbereiding van de tentoonstelling 'Van Eyck. Een optische revolutie' van 1 februari tot en met 30 april 2020 in het Museum voor Schone Kunsten van Gent gerestaureerd in Berlijn.

## Weblinks
Men kan een aantal werken van Jan van Eyck raadplegen en sterk vergroten op de website Further works by Jan van Eyck van het KIK/IRPA.